# 牌陣
在很多時候，我們會希望為某些特別的問題而透過塔羅牌得到建議。最常用的方法是利用一張牌顯示出好或壞，但一張牌可以提供的資料很有限，所以用牌陣以便提供較多資料。在牌陣中特定的抽牌次序和位置便代表了問題的不同部份。牌陣一般而言是由資深的塔羅牌用家設計或其他神秘學中的圖騰形狀改變而成的。例如十二宮牌陣就是根據占星學中的十二宮學說改變得來的，生命之樹牌陣和六芒星牌陣最初是用來作冥想之用的，後來亦發展成占卜用都可以。但塔羅牌很多時候依據的是隨心而發，所以亦有根據自己個人喜好而設計而成的牌陣。較簡易常見的牌陣有二擇一牌陣，身心靈牌陣或關係牌陣。由於大型牌陣需結果多隻牌的意思，故占卜者的功力強弱很影響牌陣能否正確解讀，故一般不建議初學者選擇採用太多張牌的牌陣。

## 使用方法
把牌洗亂後，如牌陣有需要，進行切牌或使用指示牌。然後跟隨牌陣設計抽出特定的第幾隻牌或隨個人喜好抽出所需數目的牌。

## 時間之流
這個是最常用的牌陣之一，通常用作推測事情的發展流程，例如與情人的發展。這牌陣可以用切牌，如僅使用大阿爾克那請抽出第7,14及21隻牌，否則可以隨問卜者喜好決定要哪隻。第一隻抽出的代表事情的過去，第二隻代表現在的狀況，最後一隻則代表事情不久之後的發展。三隻牌應放成直線狀以代表時間之箭是直線進行的。